# Ortsspezifisch
Ortsspezifisch wurde im letzten Drittel des 20. Jahrhunderts oft als Zusatz zu künstlerischen Arbeiten verwendet.

## Begriff
Der Begriff wurde vom englischen „site-specific“ ins Deutsche übernommen. Situs, das in site-specific enthalten ist, bedeutet den Ort, die Lage. Es wird besonders in der Wendung in situ verwendet und dies in zwei Bedeutungsfeldern: einmal in der Archäologie, dann in der Medizin. In beiden Fällen wird eine Sache in Beziehung gesetzt zu einem größeren Ganzen; etwa eine Säule in Beziehung auf die Ausgrabungsstätte oder ein Organ in Beziehung auf den Gesamtorganismus, in dem das Organ richtig positioniert ist, oder aber zum Beispiel seitenverkehrt (situs inversus).

## Kontext Kunst
Das Phänomen, dass eine Sache positioniert ist und so auf ein größeres Ganzes verweist, kommt auch im Kunstkontext vor. Im christlichen Kulturkreis wäre etwa an die Ostung der Kirchen zu erinnern. Der Kirchenraum ist unter diesem Aspekt ein Ort, der den Besucher und seine Aufmerksamkeit so ausrichtet, dass ihm seine Lage in Beziehung zum Licht klar wird, dass er verwiesen wird auf seine Lage im kosmischen Gefüge.
In den letzten Jahrhunderten ist dieser Verweisungscharakter des Kunstwerkes in den Hintergrund getreten, weil ein geschlossener, kompakter Werkbegriff vorherrschte – entwickelt etwa an den Modellen von Tafelbild und Skulptur. Der geschlossene Charakter des Werkes, seine Abgrenzung gegenüber einem Anderen galt geradezu als Signum der Kunst. Ortega y Gasset hat das Thema der Grenze als konstitutives Element für das Kunstwerk in seinem Aufsatz Meditation über den Rahmen (Meditación del marco 1921) angerissen. Der Rahmen markiert die Abgrenzung des Bildes vom alltäglichen Raum, so wie dies der Sockel für die Skulptur tut.
Schließlich sind auch die Räume für die Kunst – Museen, Konzertsäle, Opernhäuser – Sinnbilder dieses Abschottens vom Alltagbereich. Sie sind Orte für die Versammlung von Aufmerksamkeit; Schonräume, in denen die Wahrnehmung sich ganz auf eine Sache (nämlich das Kunstwerk) einlassen kann, in denen die Wahrnehmung befreit ist von anderen Aufgaben. Die konzentrierte Zuwendung zu einer Sache braucht diese geschützte Zone.
Vor dieser Folie des geschlossen kompakten Kunstwerkes werden zwei starke Kräfte des Schaffens im 20. Jahrhundert sichtbar. Sie brechen sich durch verschiedene Kunstformen hindurch Bahn und sind beide zentrale Elemente für die site-specific art forms:
1. Die Sprengung oder zumindest Thematisierung der Grenze
2. Die Verankerung des Werkes in Raum und/oder Zeit

Programmatisch ist dies bei den Minimal Artists geworden und hier scheint nach Douglas Crimp  site specifity in die zeitgenössische Kunst eingeführt zu werden. Crimp analysiert in diesem Text unter anderem ein frühes Werk von Richard Serra, das unsere Frage nach der Grenze des Werkes in sehr anschaulicher Weise beantwortet: Splashing, so der Titel des Werkes, war Teil einer von Robert Morris 1968 organisierten Ausstellung in einem alten Warenhaus, das die Leo Castelli Galerie als Lager nutzte. Entlang einer Kante, dort wo Fußboden und Wand sich treffen, hatte Serra geschmolzenes Blei gegossen, so dass es sich unregelmäßig in der Kante, an Wand und Fußboden verteilte und fest wurde. Durch die vielen Spritzer wurde die Grenze zwischen Werk und Nichtwerk diffus. Das Werk war mit dem Außenraum verklebt.  Noch ist dieser Ort im Schonraum der Kunst (Galerie). Später, wenn die Werke dann hinaustreten in den öffentlichen Raum, kriegt die in der Galerie noch harmlos erscheinende Unverrückbarkeit des Werkes eine politische Dimension. Die für bestimmte Orte geschaffenen Skulpturen können nur dort wirken und existieren. Welche Kräfte gekonnt positionierte Werke entfalten können, wird in den Argumentationen um viele Klassiker des Serra'schen Oeuvres deutlich (etwa: Terminal, Bochum 1977 / Tilted Arc, Federal Plaza New York 1981–85). Die durch die plastischen Provokationen ausgelösten öffentlichen Diskussionen enthüllen bei klaren Analysen – wie sie etwa von Crimp vollzogen werden – die Interessenskonflikte und politischen Machtkämpfe an ebendiesen Orten. Mehrmals, so auch bei Tilted Arc musste das Werk schließlich weichen, und da es nicht mehr einfach woanders aufgestellt werden kann, hieß das auch, dass das Werk zerstört werden musste: To removeTilted Arc, therefore, is to destroy it.(Serra im Public Hearing zur Skulptur am 6. März 1985 in New York)
Richard Serra war nicht der einzige, den es aus den Kunsträumen hinauszugehen drängte. Stellvertretend seien wichtige Vertreter genannt: Robert Morris, Michael Heizer, Ian Hamilton Finlay und Sue Finlay, Walter de Maria, Richard Long, Robert Smithson, James Turrell. Einmal aus den Schonräumen der Kunst entlassen, zeigt sich jetzt die Vielschichtigkeit der Sites, der Orte, die die Künstler auswählen, auf die sie reagieren wollen: Der eine beachtet vor allem geologische Strukturen (Heizer), der andere Lichtphänomene (Turell) und ein dritter (de Maria) meteorologische Elemente. In all diesen Werkgruppen spiegelt sich ortsspezifisches Reagieren auf Landschaften. Auch die Vernutzung der Natur durch die Menschen wird vor Ort thematisiert.
Auch ein sehr subtiles Eingehen auf die Landschaft aus dem Bereich der Musik muss erwähnt werden: die Komposition Princess of the Stars (1981) des kanadischen Komponisten R. Murray Schafer. Sie spielt zur Zeit des Sonnenaufganges an einem See in Ontario. Das Publikum sitzt am Ufer des Sees und hört den Anfang der Geschichte, der aus einem Kanu erzählt wird. Die Komposition ist aufgebaut auf dem Zeitplan des tatsächlichen Erwachens der Natur. Sänger, die um den See herum verteilt sind ahmen Vogelstimmen vor, kurz bevor diese selbst in die Oper miteinstimmen. Die Komposition verweist so auf das Vorhandene, sie existiert mit dem Vorgegebenen, Kunst und Natur grenzen sich nicht aus. Diese orts- und zeitspezifische Arbeit hat das Umherschweifhörspiel „Bürgerliche Dämmerung“ von Walter Siegfried entscheidend beeinflusst.
Der Begriff site-specific beschränkt sich nicht nur auf Landschaften. Norbert Radermachers Plastiken und Skulpturen stehen in Marseille, Hamburg, Köln, Paris, Berlin – allerdings nicht in den Museen und Galerien, sondern an ganz unerwarteten Stellen im städtischen Raum 5). Oft bemerkt man sie zunächst gar nicht. Dann aber, wenn man sie entdeckt hat –vielleicht hat einem ein Kind darauf aufmerksam gemacht, prägen sie sich sehr deutlich ein. Und zwar eben nicht als einzelnes Objekt, sondern als ein Ensemble von Vorgefundenem und Hineingesetztem. Ein kleiner Betonkuchen am Straßenrand macht schlagartig den Irrsinn einer städtischen Betonkonstruktion deutlich. Das funktioniert natürlich nur, wenn diese Objekte mit chirurgischer Präzision ins Stadtbild implantiert werden; sonst versinken sie in den allgemeinen Überwucherungen.
Wichtige deutsche Künstler der ortsspezifischen Eingriffe sind Eberhard Bosslet und Christian Hasucha, der auch wichtige theoretische Beiträge zum Thema geliefert hat:
- „Werden profane Objekte in einer kunstbetriebsfernen Umgebung, etwa im Straßenbereich einer Großstadt ungewöhnlich platziert, so evozieren sie den Abbildcharakter nicht mehr und können stattdessen auf  Strukturzusammenhänge ihres Umfeldes verweisen.“
- „... erst, wenn die Erscheinungsformen des Kunstobjektes mit denen des Umfeldes in Beziehung treten, etwa durch Erweiterung bereits existierender Zusammenstellungen oder durch Akzentuierung des Vorhandenen, wird der Dialog zur Umgebung erkennbar, wird die Art der Platzierung transparent.“